# Національна Рада Тюрків-Карапапаків України
Всеукраїнське об'єднання Національна Рада Тюрків-Карапапаків України — всеукраїнська громадська організація, яка об'єднує всі діючі в Україні тюрко-карапапакські організації та громади. Установчі Збори — I Всеукраїнський Меджліс Тюрків Карапапаків відбувся 17 липня 2012 року в Києві. Найбільше, численне і організоване тюркське громадське об'єднання в Україні. За останніми анкетними даними нараховує 36 800 осіб. Має 18 зареєстрованих обласних організацій по Україні. Засновник і Перший голова Національної Ради Тюрків-Карапапаків України є Принц крові (Шат) Тюрків-карапапаків Дашгин Гюльмамедов.
Національна Рада Тюрків-Карапапаків України об'єднує в собі представників тюрко-карапапакського народу з метою сприяння в реалізації національно-культурних інтересів і цивільних прав. Найбільше, численне і організоване тюркське громадське об'єднання в Україні. За останніми анкетними даними нараховує 36800 осіб. Має 18 зареєстрованих обласних організацій по Україні. Засновник і Перший Голова Національної Ради Тюрків-Карапапаків України є Принц крові (Шат) Тюрків-карапапаків Дашгин Гюльмамедов.
Національна Рада Тюрків-Карапапаків України об'єднує в собі представників тюрко-карапапакського народу з метою сприяння реалізації їх національно-культурних інтересів і цивільних прав співвітчизників, в гармонійній інтеграції тюрків-карапапаків в українське суспільство, не втрачаючи при цьому своєї національної ідентичності та самобутності, виступає за всебічне зміцнення дружби між титульним народом України українців і тюрків-карапапаків, розвиток глибоких економічних, політичних і культурних зв'язків двох народів.
Національна Рада Тюрків-Карапапаків України надає підтримку представникам тюрко-карапапакського народу в їх прагненні долучитися до культури, освіти, науки, до демократичних принципів і традицій України.
Герб Національної Ради Тюрків Карапапаків України 2012—2014 роки. Загальнонаціональний прапор тюрків-карапапаків. Одночасно офіційний прапор Національної Ради Тюрків-Карапапаків України. Затвердили 10 квітня 2014 року

## Історія
Національна Рада Тюрків-Карапапаків України була створена 17 липня 2012 року на установчому з'їзді. Активну роль у створенні Національної Ради Тюрків-Карапапаків України відіграв Організаційний комітет, який був сформований 10 грудня 2011 року Дашгином Гюльмамедовим. У створенні Національної Ради Тюрків-Карапапаків України особливу роль відіграли Дашгин Гюльмамедов, Айсу Гюльмамедлі, Альона Казімова, Сергій Гнатюк, Камран Гюльахмедов і Неймат Гюльахмедов. Головою Національної Ради Тюрків-Карапапаків України був обраний Дашгин Гюльмамедов.

## Цілі
Основні цілі Національної Ради Тюрків-Карапапаків України — інтеграція тюрків-Карапапаків в українське суспільство та їх консолідація з метою збереження національної ідентичності, відновлення і збереження історико-культурних цінностей. Національна Рада Тюрків-Карапапаків України виступає за об'єднання всіх етнічних груп і громад тюрко-карапапакського народу під спільною ідеологією їх тюрко-карапапакського (Чорно клобукського) походження, основною метою є збереження, відродження і розвиток тюрко-карапапакської нації.
Цілями ВО Національної Ради Тюрків-Карапапаків України, відповідно до Програми, є: — Захист і відстоювання прав і свобод тюрко-карапапакського народу в Україні і скрізь, де це можливо; — Збереження і зміцнення єдності тюрко-карапапакського народу. Протидія дробленню і асиміляції тюрко-карапапакського народу.
Загальна: — Зміцнення і розвиток демократичних цінностей і громадянського суспільства України, Туреччини, Казахстану та Азербайджану як основи для свободи і процвітання тюрко-карапапакського народу.

## Символіка
Герб Національної Ради Тюрків-Карапапаків України є Чотирикутним Геральдичним щитом з гострою основою, червоного кольору і у верхній частині з жовто-синім кольором. На Геральдичному щиті зображений крилатий білий барс з круглим щитом на боці, з підведеною правою передньою лапою на червоному фоні, крила складаються з семи пір'їв. Восьмипроменева зірка на щиті, яка знаходиться на боці барса, є символом нескінченності з часів древнього Шумеру. 
Червоний колір Геральдичного щита означає свободу та демократію. Синій колір усередині щита на боці барса символізує Тюркський світ. 
Білий барс із старовини є символом втілення хоробрості, родючості, стабільності і шанується як священна тварина у тюркських народів кипчакського походження. Підведена права передня лапа барса - це традиційний геральдичний жест, що підкреслює велич та благородність. Це означає також початок основного руху "кроком правої ноги", добрий намір тюрко-карапапакського народу. Войовничі гострі зуби та кігті барса, означають його здатність постояти за себе і за тих, кого захищає та надає заступництво. Сім пір'їн у крилах барса символізують простір дії протегуючої сили барса - і на землі, і на небесах. Подняте положення у хвоста барса означає дружелюбність та мир. Вісім восьмипроменевих зірок золотистого кольору, впорядкованих навколо барса, символізують гармонійне з'єднання матерії і духу. Означає рівність елементів, з яких створений увесь всесвіт. У верхній частині Геральдичного щита - жовто-синій колір, який символізує кольори державного прапора України.